# Xenomystax atrarius
Xenomystax atrarius är en fiskart som beskrevs av Gilbert, 1891. Xenomystax atrarius ingår i släktet Xenomystax och familjen havsålar. Inga underarter finns listade i Catalogue of Life.